# カルペパー (バージニア州)
カルペパー（英: Culpeper）は、アメリカ合衆国バージニア州の町。カルペパー郡の郡庁所在地である。人口は2万0062人（2020年）。

## 地理
カルペパーは、ワシントンD.C.の南西110キロメートルに位置している。座標は、 北緯38度28分19秒 西経77度59分57秒 / 北緯38.47194度 西経77.99917度。アメリカ合衆国国勢調査局に拠れば、市域全面積は6.8平方マイル (17.5 km2)、このうち陸地は6.7平方マイル (17.4 km2)、水面は0.04平方マイル (0.1 km2)で水域率は0.44％である。

## 歴史
1768年にカルペパー郡ができた後、バージニア植民地議会は1759年2月22日にフェアファックスの町を創ることを裁決した。この名前は、チェサピーク湾から現在のハンプシャー郡に至るラッパハノック川北岸の広大な領地、ノーザンネックの領主だったカメロンの第6代フェアファックス卿マシュー・ファーナムに因んでいた。当初の町計画は10ブロックであり、これが今日のカルペパー中心街となっている。1795年、この町にはカルペパー・コートハウスという名前で郵便局ができたが、地図上はフェアファックスという名前が続いていた。この混乱はフェファックス郡にフェファックス・コートハウスとフェファックス駅郵便局が存在することと関連して、公式名と郵便制度上の名前が違ったことから生まれていた。1869年にバージニア州議会がフェアファックスの町をカルペパーと改名することを正式に決め、この問題は解決した。
アメリカ独立戦争のとき、独立支持派の民兵部隊、カルペパー・ミニットメンがカルペパーの町の当時は「クレイトン・オールド・フィールド」と呼ばれたところ、今日のヨーウェル・ミードウ・パークで結成された。カルペパー・ミニットメンは1775年12月のグレートブリッジの戦いに参戦し、イギリス軍に対して完勝してバージニアの支配を確立した。
南北戦争のとき、カルペパーは数多くの軍隊が中央バージニアを行軍する時の通り道になった。北軍も南軍も何度か町を占領した。町の中心部では南軍の将軍A・P・ヒルが育った家がメイン通りとデイビス通りの角に立っている。
カルペパーは1980年代以降劇的に成長し、人口密度の高い北バージニアやワシントンD.C.の「ベッドルーム社会｣になり、カルペパーの町や郡で増え続ける住人が以前はその地域に住んでいたかそこで働き続けているということである。人口の増加、経済の発展および都市感覚のある者や外国で生まれた者、特にラテンアメリカからの流入で、カルペパーの一体感の中に緊張感が高まっており、より強く準郊外社会への変化が起こっている、

## 人口動態
以下は2000年国勢調査による人口統計データである。
- 人口: 9,664人
- 世帯数: 3,933世帯
- 家族数: 2,442家族
- 人口密度: 554.4人/km2（1,436.2人/mi2）
- 住居数: 4,139軒
- 住居密度: 237.5軒/km2（615.1/mi2）

人種別人口構成
- 白人: 78.27%
- アフリカン・アメリカン: 18.15%
- ネイティブ・アメリカン: 0.21%
- アジア人:1.32%
- 太平洋諸島系: 0.01%
- その他の人種: 1.98%
- 混血: 1.92%
- ヒスパニック・ラテン系: 4.55%

年齢別人口構成
- 18歳未満: 25.7%
- 18-24歳: 10.0%
- 25-44歳: 30.3%
- 45-64歳: 19.0%
- 65歳以上: 15.0%
- 年齢の中央値: 35歳
- 性比（女性100人あたり男性の人口）
  - 総人口: 87.9
  - 18歳以上: 82.9

世帯と家族（対世帯数）
- 18歳未満の子供がいる: 32.3%
- 結婚・同居している夫婦: 40.8%
- 未婚・離婚・死別女性が世帯主: 16.2%
- 非家族世帯: 37.9%
- 単身世帯: 31.3%
- 65歳以上の老人1人暮らし: 12.2%
- 平均構成人数
  - 世帯: 2.39人
  - 家族: 2.97人

収入と家計
- 収入の中央値
  - 世帯: 35,438米ドル
  - 家族: 41,894米ドル
  - 性別
    - 男性: 28,658米ドル
    - 女性: 25,252米ドル
- 人口1人あたり収入: 16,842米ドル
- 貧困線以下
  - 対人口: 16.9%
  - 対家族数: 13.0%
  - 18歳未満: 20.8%
  - 65歳以上: 12.1%

## 交通

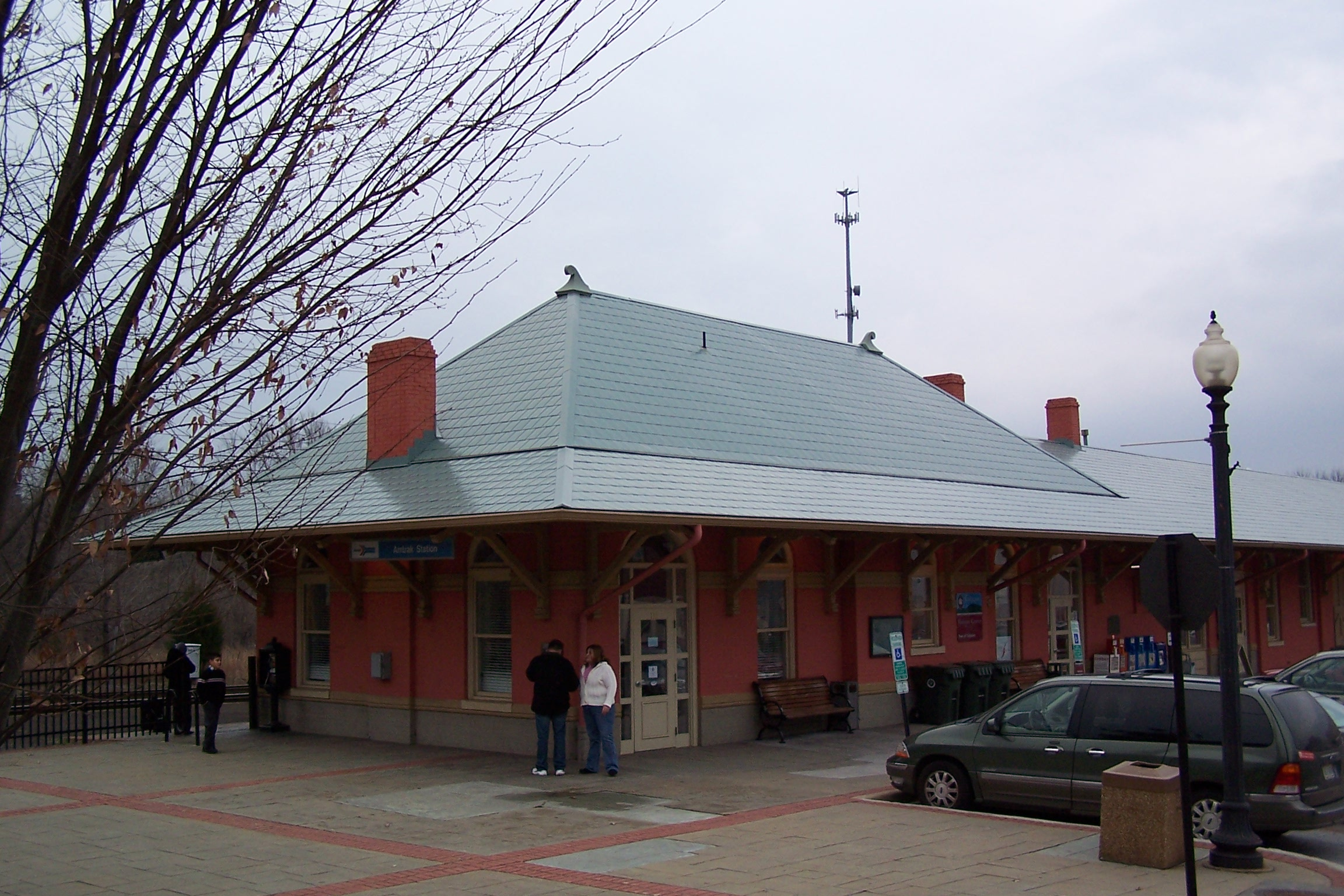
カルペパー駅

### 鉄道
カルペパーにはアムトラックのカルペパー駅がある。当駅にはクレセント号とノースイースト・リージョナルが1日1往復停車し、カーディナル号が一週間に3往復停車する。

### 地域交通
カルペパーの町ではバージニア地域交通も運行している。バージニア地域交通は3つの路面電車線、1つは北の環状線、1つは南の環状線、もう1つは身体障害者のための線を運行している。

### 道路
カルペパーは、アメリカ国道29号線、15号線および522号線が走っており、州の主要道路として229号線、299号線および3号線が使える。州間高速道路95号線は州道3号線を通じてフレデリックスバーグの東で繋がり、州間高速道路64号線はアメリカ国道29号線を通じてシャーロッツビルの南とアメリカ国道15号線を通じてシオン・クロスロードの南で、州間高速道路66号線はアメリカ国道29号線を通じて北で、州間高速道路81号線はアメリカ国道522号線を経てフロントロイヤルの北で繋がっている。

## 著名な住人
- ケニー・アルピン、カントリー・ミュージックのデュオ、ビッグ・リッチの1人
- ジョン・S・バーバー・ジュニア、アメリカ合衆国下院議員（1881年 - 1887年）、同上院議員（1889年 - 1892年）
- ケアリー・トラバース・グレイソン、高く表彰されたアメリカ海軍の軍医、アメリカ赤十字の委員長、ウッドロウ・ウィルソン大統領の補佐官
- A・P・ヒル、南北戦争の時の南軍将軍、ストーンウォール・ジャクソン将軍の下で「ヒルの軽師団」を指揮した。
- キース・ジェニングス、元NBAのポイントガード、ゴールデンステート・ウォリアーズ
- ウィリアム・モーガン、1826年にモーガンが失踪したことで、強力な反フリーメイソン運動が起こった。
- ウォーラー・T・パットン、南北戦争の時の南軍大佐、第二次世界大戦の時のジョージ・パットン将軍の大叔父
- ジョン・ペンドルトン、外交官
- エッパ・リクシー、メジャーリーグベースボール選手
- J・ローレン・ウィンス、バンドのHURTのリードボーカルとソングライター

## 雑記

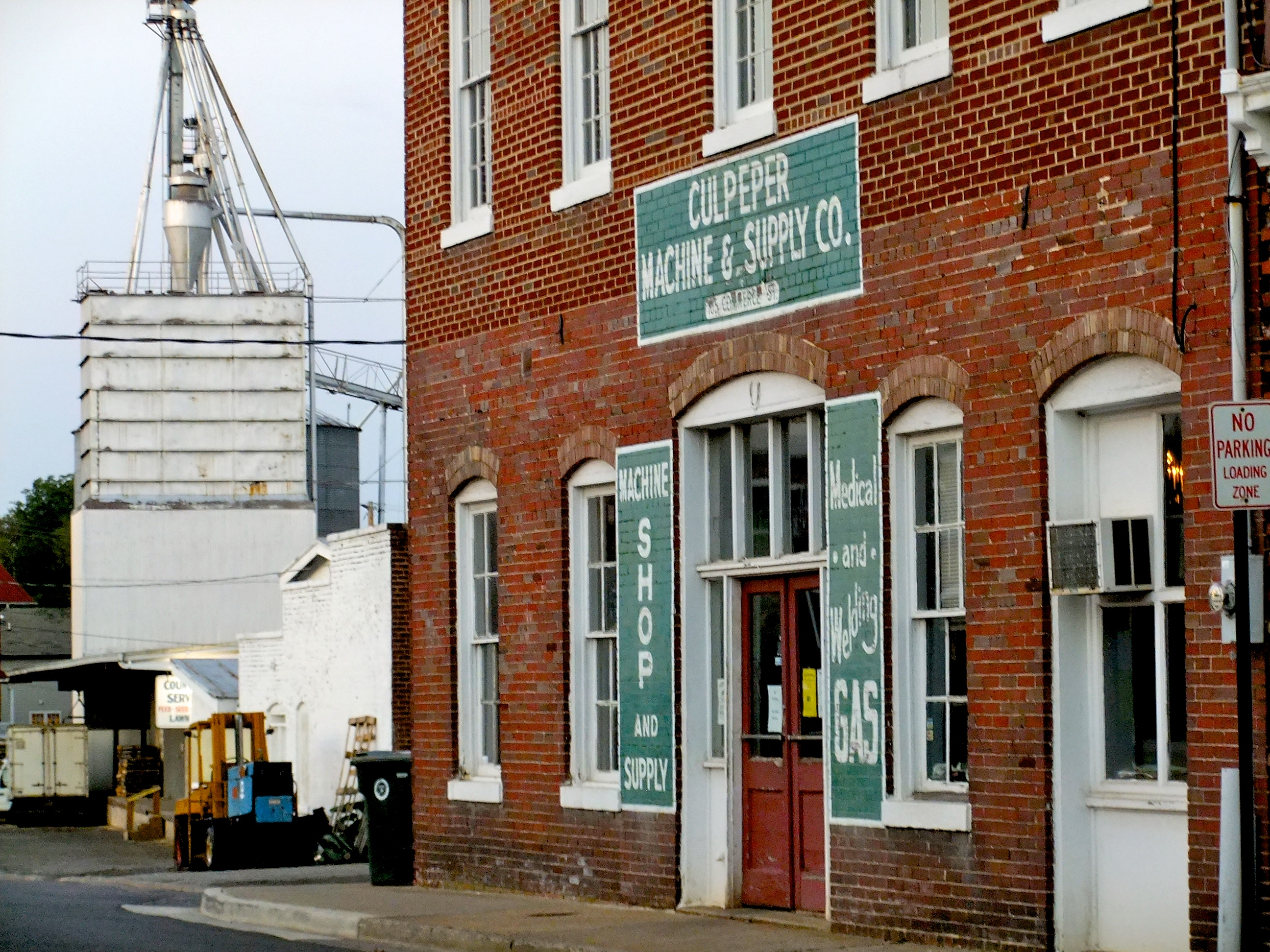
古い商店

- カルペパーは、メイソン＝ディクソン線より南の町では初めて蛍光灯の街頭を設置した。
- 恐竜足跡が1989年にカルペパー・ストーン会社によって採石場で発見された。
- カルペパーの北数マイルにある地域社会ブランディ・ステーションにある家屋には、南北戦争の間に北軍と南軍双方の兵士が木炭で書いた多くの署名、コメントおよび絵が内壁にある。この家はいみじくも「グラフィティ・ハウス」（落書きの家）と呼ばれている。
- この町と郡を合併する議論が続けられている。住民の意見は割れている。
- カルペパー郡は測量士の見習いをしていたジョージ・ワシントンが植民地議会のフェアファックス卿によって測量のために派遣されたその地域である。